# Chiesa di San Pietro a Pisangoli
La chiesa di San Pietro a Pisangoli è un luogo di culto cattolico che si trova a Castelfiorentino, in provincia di Firenze, nella parte alta dell'abitato, a circa metà strada tra l'ospedale di Santa Verdiana e la zona cimiteriale.

## Storia
La costruzione dell'attuale edificio venne terminata nell'aprile del 1714.
Deriva però il titolo di San Pietro da un preesistente edificio, denominato San Pier Vecchio, di cui si hanno notizie come parrocchia fin dal XIII secolo e che fu demolito in occasione dell'edificazione della nuova chiesa nel Borgo di Pisangoli. Un'antica descrizione della distrutta chiesa la ricorda terminante con un'abside semicircolare ed un solo altare; non avendo poi casa presbiterale, non fu mai residenza dei vari Rettori.
Anche la nuova chiesa aveva originariamente un solo altare; in seguito sono diventati due.
Il campanile a vela che si trovava sul lato della facciata fu distrutto sul finire del XIX secolo in seguito alla costruzione di una cantoria nella controfacciata dell'edificio. Fu in seguito rifabbricato sulla parete del coro, dove fu costruita anche una nuova sagrestia.

## Opere già in loco
- Nella seconda sala del Museo di Santa Verdiana si conserva una tavola con Madonna col Bambino tra i santi Girolamo e Verdiana opera di un anonimo pittore toscano, realizzata nel primo quarto del XVI secolo: in realtà questa opera prima di giungere nella chiesa di San Pietro e di qui al Museo, si trovava originariamente nell'oratorio di San Girolamo a Pietrafitta.